# Stanisław Bayer
Stanisław Bayer ps. „Leliwa” (ur. 11 marca 1913 w Kijowie, zm. 23 listopada 1991 we Wrocławiu) – polski lekarz i wojskowy, komendant Szpitala Polowego przy ulicy Wilczej 61 podczas powstania warszawskiego.

## Życiorys
Syn Marii i Wacława. Gdy był dzieckiem zmarła mu matka, a podczas I wojny światowej ojciec oddał go na wychowanie do rodziny w Płocku, sam dołączając do Legionów Polskich. Po odzyskaniu niepodległości przez Polskę zamieszkał w Warszawie, gdzie uczęszczał do Szkoły im. Mikołaja Reja, w której w 1932 roku zdał maturę. Po maturze został przyjęty do Szkoły Podchorążych Sanitarnych, rozpoczął także studia na Wydziale Lekarskim Uniwersytetu Warszawskiego. 
W 1938 roku ukończył Centrum Wyszkolenia Sanitarnego, uzyskując tytuł lekarza i stopień podporucznika. Staż szpitalny odbył w Centralnym Szpitalu Wojskowym i w VI Wojskowym Szpitalu Okręgowym we Lwowie. 
Brał udział w kampanii wrześniowej jako lekarz w Kresowej Brygadzie Kawalerii. 15 września 1939 roku został ranny i następnie został odesłany do Warszawy, gdzie otrzymał przydział do szefostwa sanitarnego Armii „Warszawa”. Od końca września 1939 roku pracował w Szpitalu Ujazdowskim. 
Od 1 grudnia 1940 roku należał do Związku Walki Zbrojnej, podczas okupacji udzielał pomocy medycznej żołnierzom AK rannym podczas akcji dywersyjnych. Był członkiem Sanitariatu Okręgu Warszawa Armii Krajowej „Bakcyl” i Batalionu Zaremba-Piorun. W 1942 roku wziął ślub z pielęgniarką Jadwigą z d. Kondracką ps. „Tereska”. 
Podczas powstania warszawskiego pełnił funkcję komendanta Szpitala Polowego przy ulicy Wilczej 61. Po upadku powstania, 7 października 1944 roku, został komendantem transportu ewakuacyjnego rannych z Warszawy do szpitala jenieckiego w Zeithain. W szpitalu w Zeithain pełnił funkcję ordynatora oddziału chirurgicznego.
Podczas pobytu w niewoli zachorował na gruźlicę. Po wyzwoleniu udał się do Wielkiej Brytanii, gdzie został lekarzem w 31 Kompanii Sanitarnej Polskich Sił Zbrojnych, w 1947 powrócił do Polski i pracował jako ordynator oddziału chirurgii, a następnie, od 1948 roku, dyrektor szpitala w Jaworze. W 1953 roku uzyskał specjalizację II stopnia w chirurgii, a w 1958 roku w zakresie medycyny sportowej. Był działaczem Związku Bojowników o Wolność i Demokrację i Polskiego Czerwonego Krzyża, był także współpracownikiem Przeglądu Lekarskiego oraz członkiem Stronnictwa Demokratycznego. W 1968 roku uzyskał stopień doktora nauk medycznych, pracował jako wykładowca Szkoły Pielęgniarskiej i Liceum Pielęgniarskiego.
W 1968 roku opuścił Jawor, następnie mieszkał i pracował we Wrocławiu, gdzie otrzymał ofertę pracy w tamtejszym Szpitalu Kolejowym. W latach 80. mieszkał we Wrocławiu ze swoją drugą żoną – Marią. Pod koniec życia chorował na miażdżycę i przewlekłą niewydolność oddechowo-krążeniową. Zmarł we Wrocławiu, 23 listopada 1991 roku.

## Odznaczenia
Został odznaczony następującymi odznaczeniami:
- Krzyż Walecznych
- Srebrny Krzyż Zasługi z Mieczami
- Złoty Krzyż Zasługi
- Krzyż Partyzancki

## Publikacje
- Nie byłem Kolumbem. Warszawa: Wydawnictwo Ministerstwa Obrony Narodowej, 1977. Brak numerów stron w książce
- Służba zdrowia Warszawy w walce z okupantem 1939–1945. Warszawa: Wydawnictwo Ministerstwa Obrony Narodowej, 1985. ISBN 83-11-07170-5. Brak numerów stron w książce